# Vrtiglavica
Vrtiglavica, auch Vrtoglavica (beide aus dem slowenischen vrtoglavica 'Schwindel'), ist eine Schachthöhle des Kanin-Plateaus in den Julischen Alpen auf der slowenischen Seite nahe der Grenze. Sie hat mit 603 m den tiefsten Direktschacht einer Höhle weltweit. Die Höhle bildete sich in einer Glaziokarst-Landschaft; einer Karstlandschaft, die der pleistozänen Gletscheraktivität unterworfen war.
Die Gesamttiefe der Höhle beträgt 643 m. Sie enthält einen der größten unterirdischen Wasserfälle der Welt mit einer geschätzten Höhe von 400 bis 440 m. Die Höhle wurde 1996 von italienischen Höhlenforschern entdeckt. Am 12. Oktober 1996 wurde von einer slowenisch-italienischen Expedition erstmals der Grund der Höhle erreicht.